# アベル&ゴードン
アベル&ゴードン（Abel & Gordon）は、ベルギーの2人組の映画監督・俳優。本名はドミニク・アベル（Dominique Abel）、フィオナ・ゴードン（Fiona Gordon）。2人は私生活でも夫婦である。本業は道化師（クラウン）。製作、脚本、監督、主演までこなす。

## 来歴・人物
ドミニク・アベルはブリュッセル生まれのベルギー人、フィオナ・ゴードンはオーストラリア生まれのカナダ人で、1980年代にパリで出会った。1994年、同じく道化師出身のブルーノ・ロミと短編映画『メルシー・キュピドン!』（原題：Merci Cupidon）を製作した。
その後、短編映画を製作の後、2005年に長編第1作『アイスバーグ!』を製作した。この作品には同じく道化師として活躍するBP ZOOMのフィリップ・マルツ（Philippe Martz）を共演に迎えている。
『アイスバーグ!』製作時にはまったくの無名で、映画業界につてもない状態だった。そのため、「出品できるならどこにでも」と小クラス映画祭に参加し続けるうち、フランスの大手配給会社MK2が着目、『アイスバーグ!』をフランスで一般公開までこぎつけた。『アイスバーグ!』は2006年ボゴタ映画祭最優秀作品賞、キエフ映画祭最優秀作品賞・主演女優賞、シアトル映画祭主演女優賞を受賞した。
2008年には長編第2作『ルンバ!』を発表した。アベル&ゴードンの映画製作会社・クーラージュ・モナムールとMK2との共同出資によるベルギー・フランスの合作として完成された。『ルンバ!』は2008年のカンヌ映画祭の批評家週間特別招待上映のワールド・プレミアで絶賛を博し、現在も各国で公開が続いている。
日本ではフランス映画社配給のバウ・シリーズ作品として2010年7月に日比谷のTOHOシネマズ シャンテで『アイスバーグ!』『ルンバ!』が2本立て公開される。

## 作品の特徴
台詞が圧倒的に少なく、体の動きを使ったギャグで物語を展開させるコメディーである。映画初期のサイレント・コメディー、チャップリン、キートン、ローレル&ハーディを彷彿とさせる。
またマルクス兄弟のハーポ、ジャック・タチ、ピエール・エテックス、アキ・カウリスマキらの作風と比較されることは多いが、どれにも当てはまらない非常に個性的なセンスと世界で絶賛を浴びている。
アベル&ゴードン曰く「道化師出身ではなく、現役の道化師。道化師として映画を監督している」とのこと。

## 主な監督作品
- メルシー・キュピドン（Merci Cupidon／1994年） 短編13分、アベル&ゴードン監督・主演、ブルーノ・ロミ共同監督 ※日本未公開
- ロジータ（Rosita／1997年） 短編12分、アベル&ゴードン監督・主演 ※日本未公開
- ウォーキング・オン・ザ・ワイルド・サイド（Walikng on the Wild Side／2000年） 短編13分、アベル&ゴードン監督・主演 ※日本未公開
- アイスバーグ!（L'Iceberg／2005年） 長編87分、アベル&ゴードン監督・主演、ブルーノ・ロミ共同監督
- ルンバ!（Rumba／2008年） 長編77分、アベル&ゴードン監督・主演、ブルーノ・ロミ共同監督

2010年現在、長編第3作『LA FEE』を製作中である。